# Sisyrinchium chapelcoense
Sisyrinchium chapelcoense är en irisväxtart som beskrevs av Pierfelice Ravenna. Sisyrinchium chapelcoense ingår i släktet gräsliljor, och familjen irisväxter. Inga underarter finns listade i Catalogue of Life.